# Сант'Арсеніо
Сант'Арсеніо (італ. Sant'Arsenio) — муніципалітет в Італії, у регіоні Кампанія,  провінція Салерно.
Сант'Арсеніо розташований на відстані близько 300 км на південний схід від Рима, 115 км на схід від Неаполя, 70 км на схід від Салерно.
Населення — 2788 осіб (2014).
Щорічний фестиваль відбувається 19 липня. Покровитель — Sant'Arsenio.

## Демографія
Населення за роками:

Станом на 1 січня 2023 року в муніципалітеті офіційно проживали 192 іноземці з 24 країн, серед них 110 громадян країн Євросоюзу та 21 громадянин України.

## Сусідні муніципалітети
- Атена-Лукана
- Корлето-Монфорте
- Полла
- Сан-П'єтро-аль-Танагро
- Сан-Руфо
- Теджано